# 植松直哉
植松 （うえまつ 、1978年9月10日 - ）は、日本の男性総合格闘家。静岡県富士宮市出身。ネクサセンス所属。サンボ初段。柔道参段。ブラジリアン柔術黒帯。一般社団法人日本ブラジリアン柔術連盟（JBJJF）理事・審判部長。一般社団法人日本サンボ連盟理事・強化委員、審判委員長。一般社団法人日本MMA審判機構（JMOC）副会長。
2の１０乗を３秒で計算できる知能を持っている。

## 来歴
高校時代にサンボの大会で頭角を現した。
1997年12月20日、ザ・トーナメント・オブ・J '97 軽量級トーナメント決勝で宇野薫と対戦し、開始23秒アキレス腱固めで一本勝ち。
1998年9月18日、史上最年少（20歳）でプロ修斗デビュー。
2000年9月、朝日昇に判定勝ち。
2001年春、タイでウイルス性急性腸炎を患い生死の境をさまよったが、同年11月26日の修斗での渡辺孝との柔術マッチで復帰を果たした。
2004年3月、ジェンス・パルヴァーにＫＯ負け。2004年6月、門脇に一本勝ち。2005年5月、ギルバート・メレンデスにＴＫＯ負け。
2005年7月、世界柔術選手権の茶帯ペナ級に出場。決勝では佐々幸範と初の日本人同士の対決となったが、ポイント0-2で敗退。準優勝となった。
2006年4月15日、グラップリング大会トーナメント・オブ・プロズのスーパーファイトでジェフ・グローバーに勝利したことから世界レベルのグラップラーとして名が知られるようになる。
2006年5月26日、カリフォルニア州で行われたグラップリング大会L.A. SUB-Xでレオナルド・ヴィエイラと対戦。2Rにスリーパーホールドで敗れたが、払い腰でヴィエイラをテイクダウンした。
2006年7月1日、Gladiator Challengeバンタム級（-66kg）王座決定戦でユライア・フェイバーと対戦し、パウンドでTKO負けを喫し王座獲得に失敗した。
2007年5月、アブダビコンバット66kg未満級に出場。1回戦でハビエル・バスケスに勝利したものの、2回戦で鈴木徹（徹肌ィ郎）に0-5のポイント負けを喫した。
2007年12月15日、第1回世界ノーギ柔術選手権の黒帯ペナ級に出場。1回戦でシェーン・ライスと対戦し、4-8のポイント負け。
2008年4月5日、CAGE FORCE 06でジェームス・ドゥーランと対戦し、ヒールホールドで一本勝ち。
2008年10月23日、DEEP 38 IMPACTでDJ.taikiと対戦予定であったが、右肩（右腱鎖骨）を負傷し、全治2か月となり試合中止となった。12月10日、DEEP 39 IMPACTで改めてDJ.taikiと対戦し、パウンドでTKO負けを喫した。

## 戦績

### 総合格闘技
| 総合格闘技 戦績 | 総合格闘技 戦績 | 総合格闘技 戦績 | 総合格闘技 戦績 | 総合格闘技 戦績 | 総合格闘技 戦績 | 総合格闘技 戦績 |
| --------------- | --------------- | --------------- | --------------- | --------------- | --------------- | --------------- |
| 25 試合         | (T)KO           | 一本            | 判定            | その他          | 引き分け        | 無効試合        |
| 15 勝           | 1               | 11              | 3               | 0               | 2               | 0               |
| 8 敗            | 4               | 0               | 4               | 0               | 2               | 0               |

| 勝敗 | 対戦相手               | 試合結果                           | 大会名                                                                     | 開催年月日     |
| ×    | DJ.taiki               | 1R 2:30 TKO（パウンド）            | DEEP 39 IMPACT                                                             | 2008年12月10日 |
| ○    | ジェームス・ドゥーラン | 1R 2:26 ヒールホールド             | CAGE FORCE 06                                                              | 2008年4月5日   |
| ×    | マルコ・ロウロ         | 5分3R終了 判定0-3                  | Fury FC 1: Warlords Unleashed                                              | 2006年9月27日  |
| ×    | ユライア・フェイバー   | 2R 3:35 TKO（パウンド）            | Gladiator Challenge 51: Madness at the Memorial 【GCバンタム級王座決定戦】 | 2006年7月1日   |
| ×    | 大沢ケンジ             | 5分3R終了 判定0-2                  | 修斗 The Victory of the Truth                                              | 2006年2月17日  |
| ×    | ギルバート・メレンデス | 2R 4:30 TKO（左眉カット）          | 修斗                                                                       | 2005年5月4日   |
| ○    | 門脇英基               | 1R 0:45 フロントスリーパーホールド | 修斗 SHOOTO JUNKIE is BACK                                                 | 2004年6月27日  |
| ×    | ジェンス・パルヴァー   | 1R 2:09 KO（左フック）             | 修斗                                                                       | 2004年3月22日  |
| ○    | 戸井田カツヤ           | 1R 4:06 アキレス腱固め             | 修斗 WANNA SHOOTO 2003                                                     | 2003年11月3日  |
| ○    | 風田陣                 | 1R 1:38 腕ひしぎ十字固め           | 修斗                                                                       | 2003年7月13日  |
| ×    | ジョン・ホーキ         | 5分3R終了 判定0-3                  | 修斗                                                                       | 2003年1月24日  |
| ×    | バオ・クァーチ         | 5分2R終了 判定0-3                  | 修斗 TREASURE HUNT 10                                                      | 2002年9月16日  |
| △    | 井上和浩               | 5分3R終了 判定1-1                  | 修斗 SHOOTO GIG CENTRAL Vol.1                                              | 2002年3月31日  |
| ○    | マイク・コルドッソ     | 5分3R終了 判定3-0                  | 修斗 SHOOTO TO THE TOP                                                     | 2001年1月19日  |
| ○    | 朝日昇                 | 5分3R終了 判定2-0                  | 修斗 R.E.A.D. 〜2000 SHOOTO〜                                              | 2000年9月15日  |
| ○    | ジョーイ・ギルバート   | 2R 3:22 アキレス腱固め             | 修斗 R.E.A.D. 〜2000 SHOOTO〜                                              | 2000年7月16日  |
| ○    | 野中公人               | 3R 3:11 腕ひしぎ十字固め           | IV 修斗 the Renaxis 1999                                                   | 1999年9月5日   |
| ○    | ライアン・ディアス     | 1R 1:51 アキレス腱固め             | SuperBrawl 12                                                              | 1999年6月1日   |
| ○    | エリック・ペイン       | 1R 0:16 ヒールホールド             | 修斗 SHOOTO GIG '99                                                        | 1999年4月9日   |
| ○    | 大河内衛               | 2R 1:22 TKO（パウンド）            | 修斗 Shooter's Soul                                                        | 1999年1月27日  |
| △    | 野中公人               | 5分2R終了 判定1-1                  | 修斗 Las Grandes Viajes 6                                                  | 1998年11月27日 |
| ○    | 戸井田カツヤ           | 1R 2:46 腕ひしぎ十字固め           | 修斗 Shootor's Dream                                                       | 1998年9月18日  |
| ○    | 宇野薫                 | 1R 0:23 アキレス腱固め             | ザ・トーナメント・オブ・J '97 【軽量級トーナメント 決勝】                  | 1997年12月20日 |
| ○    | 松本光央               | 5分+延長3分終了 判定3-0            | ザ・トーナメント・オブ・J '97 【軽量級トーナメント 準決勝】                | 1997年12月20日 |
| ○    | 大内敬                 | 1R 2:18 ヒールホールド             | ザ・トーナメント・オブ・J '97 【軽量級トーナメント 1回戦】                 | 1997年12月20日 |

### キックボクシング
| 勝敗 | 対戦相手   | 試合結果       | 大会名                            | 開催年月日    |
| ○    | 西内太志朗 | 3R終了 判定2-0 | SHOOT BOXING The age of "S" Vol.5 | 2002年11月4日 |

### グラップリング
| 勝敗 | 対戦相手               | 試合結果                   | 大会名                                                  | 開催年月日    |
| ×    | 佐々木憂流迦           | ポイント2-4                | Professional JIU-JITSU Ground Impact REVIVAL            | 2013年9月27日 |
| ○    | 長谷川孝司             | 2R 3:38 腕ひしぎ十字固め   | PANCRASE 247                                            | 2013年5月19日 |
| ×    | フーベンス・シャーレス | 1R 1:04 チョークスリーパー | ZST.13                                                  | 2007年6月10日 |
| ×    | 鈴木徹                 | ポイント0-5                | ADCC 2007 【66kg未満級 2回戦】                          | 2007年5月5日  |
| ○    | ハビエル・バスケス     | ポイント0-マイナス1        | ADCC 2007 【66kg未満級 1回戦】                          | 2007年5月5日  |
| ○    | 徹肌ィ郎               | ポイント10-0               | ADCC JAPAN TRIAL 〜日本最終予選〜 【66kg未満級 決勝】   | 2007年4月15日 |
| ○    | 小野瀬龍也             | アームバー                 | ADCC JAPAN TRIAL 〜日本最終予選〜 【66kg未満級 準決勝】 | 2007年4月15日 |
| ○    | 亀田雅史               | チョークスリーパー         | ADCC JAPAN TRIAL 〜日本最終予選〜 【66kg未満級 1回戦】  | 2007年4月15日 |
| ×    | 門脇英基               | 1R 3:47 チョークスリーパー | Giグラップリング2006 【ライト級トーナメント 1回戦】     | 2006年10月9日 |
| ×    | レオナルド・ヴィエイラ | 2R チョークスリーパー      | L.A. SUB-X                                              | 2006年5月26日 |

### 柔術
| 勝敗 | 対戦相手 | 試合結果                | 大会名                     | 開催年月日    |
| ×    | 中村大輔 | 6分終了 ポイント0-2     | Gi2009 【柔術部門 決勝】   | 2009年12月6日 |
| ○    | 生田誠   | 0:12 腕ひしぎ十字固め   | Gi2009 【柔術部門 準決勝】 | 2009年12月6日 |
| ○    | 武林佑   | 1:01 チョークスリーパー | Gi2009 【柔術部門 1回戦】  | 2009年12月6日 |

## 獲得タイトル
- ザ・トーナメント・オブ・J '97 軽量級トーナメント 優勝（1997年）
- 全日本サンボ選手権 シニアの部68kg級 準優勝（1998年）
- 全日本サンボ選手権 シニアの部68kg級 3位（2002年）
- コンバットレスリング 65kg級 優勝（2005年）
- プロ柔術 Gi-06 ペナ級トーナメント 準優勝（2005年）
- 世界柔術選手権 茶帯ペナ級 準優勝（2005年）
- ドゥマウカップ 黒帯無差別級 優勝（2005年）
- デラヒーバ杯 ペナ級 優勝（2006年）
- ADCC JAPAN TRIAL 66kg未満級 優勝（2007年）
- 全日本柔術選手権 黒帯ペナ級 優勝（2007年）
- 全日本サンボ選手権 68kg級 優勝（2008年）
- 東京国際柔術トーナメント 黒帯無差別級 優勝（2010年）
- 東京国際柔術トーナメント 黒帯ペナ級 優勝（2010年）